# Robert de Mortain
Robert de Mortain, parfois dit Robert de Conteville (mort peut-être un 8 ou 9 décembre 1090, ou après 1095), fut comte de Mortain, et un officieux comte de Cornouailles à partir de 1068. Il devint le troisième sujet le plus riche d'Angleterre après la conquête normande de l'Angleterre.
En 1066, il accompagna le duc Guillaume le Conquérant lors de la conquête de l'Angleterre. De tous les compagnons de Guillaume, c'est le comte Robert de Mortain, suzerain du seigneur de La Haye-du-Puits, qui reçut en récompense le plus grand nombre de terres, près de 800 manoirs ou domaines.

## Biographie

### Famille
Robert est le fils cadet de Herluin (v. 1001-v. 1066), vicomte de Conteville, et d’Arlette de Falaise (v. 1010-v. 1050). Sa mère, ancienne « frilla » (ou épouse à la manière danoise) du duc de Normandie Robert le Magnifique (v. 1010-1035) est la mère de Guillaume le Bâtard (plus tard le Conquérant) (v. 1027-1087). Son frère aîné est Odon, évêque de Bayeux et comte de Kent.
Il est souvent considéré qu'Odon est l'aîné, mais on ne connaît pas avec précision la date de leur naissance. J. R. Planché a proposé celle de 1031 pour Robert, mais sans preuves tangibles. Il est possible que Robert ne soit pas né avant 1040.

### Ascension
Robert de Mortain doit son ascension au duc de Normandie, Guillaume le Conquérant, son demi-frère. Après les années de trouble de son adolescence, celui-ci se constitue un réseau d'hommes de confiance dans le duché.
Vers 1049-1050 d'après Orderic Vital, ou peu après 1055 d'après des chartes qui nous sont parvenues, voire aux alentours de 1060 et peut-être pas avant 1063, le comte de Mortain Guillaume Guerlenc tombe en défaveur et est exilé. Il est assez probable qu'il soit déposé à la fin des années 1050, après les batailles de Mortemer (1054) et Varaville (1057). Robert de Mortain apparaît pour la première fois aux commandes du comté dans une charte datée de 1063. On ne sait pas si la raison de cet évincement était réellement fondée. Orderic Vital raconte qu'il était impliqué dans un complot contre le duc et qu'il est banni et doit s'exiler. Le duc le remplace par son demi-frère.

### Comté de Mortain
Au milieu du XIe siècle, le comté de Mortain est une zone stratégique du duché puisque frontalier du duché de Bretagne, du comté du Maine et de la seigneurie de Bellême. Il est aussi proche des importants centres ecclésiastiques d'Avranches et de Coutances. Bellême est un territoire de loyauté douteuse, quasi indépendant, aux confins du Maine, du Blésois, et du domaine royal. Le duc a déjà arrangé le mariage de Roger II de Montgommery, un de ses hommes de confiance, avec Mabile de Bellême l'héritière de la seigneurie, afin de reprendre le contrôle de ce territoire. Avec le mariage de Robert à Mathilde de Montgommery, leur fille, il s'assure définitivement la loyauté de Bellême.
Par sa position, le comté est traversé par de nombreuses routes commerciales. Comme il produit peu de produits agricoles, Robert créé dix foires, ce qui permet son développement économique. Il renforce sa position par la construction de plusieurs châteaux à Mortain, Saint-Hilaire-du-Harcouët, Le Teilleul et Tinchebray, ces villes accueillent d'ailleurs des foires. En 1082, il conquiert le château de Gorron dans le Maine, ce qui lui procure une position avancée idéale contre Foulque IV d'Anjou dit le Réchin.
Vers 1066, il hérite de son père les terres familiales dont la majeure partie se trouve autour de Conteville. Il possède aussi plusieurs domaines dans le nord du Cotentin qui sont peut-être administrées depuis son château de La Haye-du-Puits. Avant la conquête de l'Angleterre, il n'atteste que très peu de chartes ducales. L'une de ses rares activités connues lors de cette période est d'avoir été juge ducal dans une affaire concernant l'abbaye Saint-Magloire de Léhon, aux côtés de l'archevêque de Rouen et des évêques de Lisieux et d'Évreux.

### Conquête de l'Angleterre

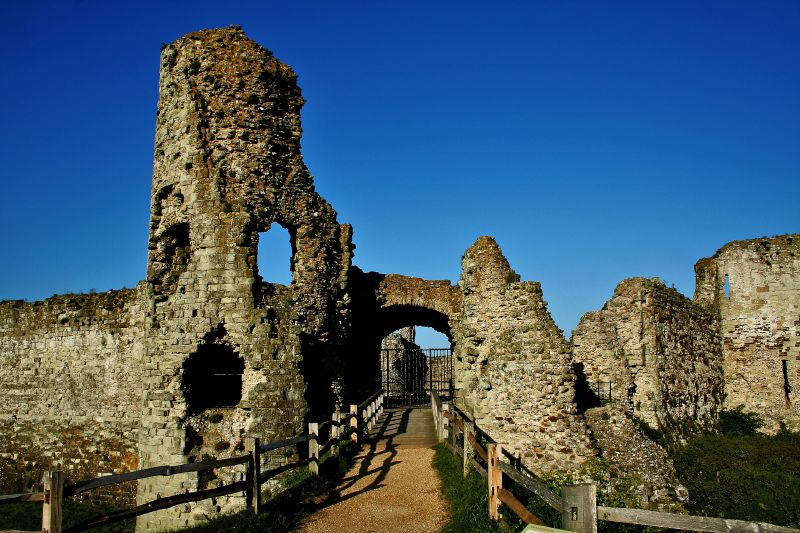
Ruines du château de Pevensey.

Il participe au concile de Lillebonne durant lequel les barons du duché sont consultés sur le projet d'invasion de l'Angleterre. Il y promet de contribuer pour 120 navires à la flotte qui débarquera outre-manche. Il accompagne son demi-frère Guillaume dans sa conquête de l'Angleterre.
Il fournit un soutien militaire efficace à la bataille de Hastings et durant la soumission du royaume qui s'ensuit (1066-1069). Il y a peu de doute sur le fait qu'il est l'un des leaders d'une partie de l'armée sur le champ de bataille. En 1069, il est chargé par le roi avec Robert d'Eu de surveiller les Danois dont la flotte mouille dans l'embouchure de l'Humber, pendant que celui-ci va réprimer la révolte initiée par Eadric le Sauvage dans l'ouest. Quand les Danois sortent de leur lieu de retraite pour piller le voisinage, les deux hommes et leur armée leur tombent dessus à l'improviste, dans le nord du Lindsey (en), et les écrasent, les forçant à s'enfuir par la mer,.
Il est présent assez souvent en Angleterre durant les cinq premières années de Guillaume le Conquérant. Ses activités nationales sont toutefois assez limitées. Il est par exemple juge à la cour royale dans trois procès, notamment ceux concernant les terres d'Ely. Durant les années suivantes, il passe la majeure partie de son temps en Normandie. Il est possible qu'il soit justicier du royaume en 1071.
En 1081, il est mentionné par une chronique contemporaine comme étant l'un des otages, avec son fils, donné pour garantir un accord entre le Conquérant et le comte Foulque IV d'Anjou.

### Possessions anglaises
Peu après, Robert reçoit d'importants domaines en Angleterre. Guillaume lui donne des terres réparties dans tout le royaume dont la plupart des terres de Cornouailles, et le rape de Pevensey dont il occupe le château depuis la bataille d'Hastings. Il est possible qu'il n'ait reçu une grande partie de ses terres en Cornouailles et dans le Yorkshire qu'après 1075. Sa position dans le sud-ouest conduit à le considérer comme comte de Cornouailles, néanmoins, il n'y a pas de preuve qu'il ait reçu officiellement ce titre.
En 1086, à la compilation du Domesday Book, il a 797 manors répartis dans vingt comtés qui rapportent 2100£ par an. En Cornouailles, il détient aussi les châteaux de Launceston et Trematon, qu'il a reçu après le retour de Brian de Penthièvre en Bretagne après 1072. Ses domaines forment cinq groupes régionaux distincts en Angleterre. Il domine feudalement le sud-ouest où il a la majorité de ses terres : Cornouailles, Devon, Dorset, Somerset. Il administre ce territoire depuis les châteaux de Launceston et Montacute (Somerset). Il possède aussi le rape de Pevensey dans le Sussex, qui a une grande importance stratégique et économique. Dans les Home Counties, le roi lui a donné des domaines stratégiquement placés qui permettent de contrôler les routes d'accès à Londres, et qui sont administrés depuis Berkhamsted (Hertfordshire). Les deux derniers groupes territoriaux sont dans le Northamptonshire et le Yorkshire.

### Relations avec la Bretagne
Robert est actif dans le duché de Bretagne après 1091. D'après Les chroniques de Vitré, un jour que Robert et ses hommes effectuent un raid sur le territoire de Fougères, de l'autre côté de la frontière normande, il est capturé par André Ier de Vitré et ses hommes tués ou pendus. Robert offre à son geôlier la main de sa fille aînée, mais pendant qu'il réfléchit à la proposition, le comte Guillaume IV de Toulouse l'obtient. Robert propose alors au seigneur de Vitré la main d'Agnès, sa fille cadette, avec une dot de six seigneuries dans les Cornouailles (Angleterre), et celui-ci accepte. Les deux barons se jurent alors mutuelle assistance et s'échangent vingt otages en garantie. Agnès reçoit d'André tout ce qu'il possède dans la ville de Rennes et le douaire de sa grand-mère Ynoguen de Fougères. Le mariage est corroboré par Robert de Torigni, et un André de Vitré tient bien la seigneurie du Triggshire dans les Cornouailles au début du XIIe siècle. Robert de Mortain a d'ailleurs inféodés une partie de terres en Angleterre et en Normandie à des Bretons de la région de Fougères, et a certainement d'importants intérêts dans cette région.
Plus tard, Henri Ier Beauclerc nomme comte de Mortain Robert de Vitré, fils d'André Ier, en remplacement de Guillaume de Mortain.

### Fin de vie et portrait
Il reste loyal à son demi-frère pendant tout son règne, au contraire de son frère Odon, évêque de Bayeux, qui est emprisonné à partir de 1082 pour s'être rebellé. Sur le lit de mort du roi en 1087, il obtient difficilement la libération de son frère. Il est probablement de ceux qui se sont faits avocats de Robert Courteheuse pour que celui-ci lui succède en Normandie.
Il accepte initialement Guillaume le Roux pour roi d'Angleterre, mais complote ensuite avec son frère pour installer son neveu Courteheuse sur le trône. Durant la rébellion de 1088, il tient son château de Pevensey pour les rebelles, et soutient un siège de six semaines par le roi en personne. Après sa soumission, il est pardonné comme la plupart des rebelles, et se retire en Normandie.
Robert est le personnage le plus effacé d'une famille de personnalités hautes en couleur, un « guerrier décent aux vertus banales ». Guillaume de Malmesbury le décrit méchamment comme « lent et stupide ». Pourtant il fait de Vital, qui deviendra plus tard le fondateur de l'ordre de Savigny, son chapelain, ce qui montre qu'il n'est pas étranger aux choses de l'esprit. La description de Guillaume de Malmesbury ne cadre pas avec la confiance que Guillaume le Conquérant avait en lui, même si elle pourrait expliquer pourquoi il n'est pas particulièrement impliqué dans les affaires du duché et du royaume. Il lui avait donné des domaines vastes et stratégiques, et, sur son lit de mort, lui avait confié la mission de faire distribuer son trésor à ses fils et à des maisons ecclésiastiques. La description est aussi contredite par sa gestion agressive de ses terres en Angleterre et en Normandie.
Il s'implique très peu dans la politique anglo-normande, et semble plus intéressé par ses domaines normands. Il passe d'ailleurs beaucoup de temps en Normandie et très peu en Angleterre, ce qui peut peut-être expliquer pourquoi en 1088 il donne sa préférence à Robert Courteheuse.
La tradition écrite de Grestain situe sa mort en 1090, mais Brian Golding affirme qu'il ne meurt pas avant 1095, peut-être un 9 décembre comme mentionné dans l'obituaire de l'église Saint-Évroult de Mortain. Il est inhumé à l'abbaye Notre-Dame de Grestain à Grestain (Normandie). Cette abbaye avait été fondée par son père en 1050, et Robert en a été le principal bienfaiteur, la dotant richement avec des bénéfices en Angleterre. À la mort de Mathilde vers 1083, il donne à l'abbaye les 32 hides de terres anglaises qu'elle avait reçues de son père, peut-être comme dot. Il est aussi le bienfaiteur de nombreuses maisons ecclésiastiques tant en Normandie qu'en Angleterre. À Mortain, sa première femme et lui établissent un prieuré bénédictin dédié à la Vierge Marie comme une dépendance de l'abbaye de Marmoutier, et fondent l'église collégiale Saint-Évroult dans le château de Mortain.

## Mariages et descendance
Avant 1058, il épouse Mathilde (ou Maud) de Montgommery (après 1039-1085), fille de Roger II de Montgommery, seigneur de Montgommery, et plus tard 1er comte de Shrewsbury, et de Mabile de Bellême. Elle est inhumée à Grestain. Ils ont pour descendance connue :
- Guillaume (prob. v. 1060 – après 1140), comte de Mortain ;
- Agnès, qui est promise d'abord à Guillaume de Grandmesnil, et épouse André Ier, seigneur de Vitré en 1091[1] ;
- Emma (v. 1058 – après 1080), épouse Guillaume IV (v. 1040-1092), comte de Toulouse. Leur fille Philippa épouse Guillaume IX d'Aquitaine, duc d'Aquitaine ;
- Denise († 1090), épouse Guy II, sire de Laval, en 1078.

En secondes noces, avant 1088, il épouse Almodis, très probablement liée aux comtes de la Marche, peut-être une fille du comte Pons de Toulouse. Ils ont un fils prénommé Robert qui meurt jeune.
Il a aussi une fille nommée Sybil qui est abbesse de Notre-Dame de Saintes.

### Sources
- « Robert of Mortain », Christopher Tyerman, Who's Who in Early Medieval England, 1066-1272, Shepheard-Walwyn, 1996 (ISBN 0856831328), p. 25-26.
- Brian Golding, « Robert of Mortain », Anglo-Norman Studies : XIII. Proceedings of the Battle Conference, édité par Marjorie Chibnall, Boydell & Brewer Ltd, 1990, p. 119-144.
- Brian Golding, « Robert, count of Mortain (d. 1095) », Oxford Dictionary of National Biography, Oxford University Press, 2004.